# Indergarh
Indergarh è una suddivisione dell'India, classificata come nagar panchayat, di 14.596 abitanti, situata nel distretto di Datia, nello stato federato del Madhya Pradesh. In base al numero di abitanti la città rientra nella classe IV (da 10.000 a 19.999 persone).

## Geografia fisica
La città è situata a 25° 55' 0 N e 78° 34' 0 E e ha un'altitudine di 179 m s.l.m..

## Società

### Evoluzione demografica
Al censimento del 2001 la popolazione di Indergarh assommava a 14.596 persone, delle quali 7.881 maschi e 6.715 femmine. I bambini di età inferiore o uguale ai sei anni assommavano a 2.390, dei quali 1.332 maschi e 1.058 femmine. Infine, coloro che erano in grado di saper almeno leggere e scrivere erano 9.172, dei quali 5.633 maschi e 3.539 femmine.